# Автошлях М 11
Автошлях М 11 (Львів — Шегині (державний кордон з Польщею)) — автомобільний шлях міжнародного значення на території України. Проходить територією Львівської області.
Починається у Львові, проходить через Городок, Мостиська і закінчується на пропускному пункті Шегині. На території Польщі продовжується як автошлях  28, що прямує в Затор.
Загальна довжина — 71,6 км.
Автошлях майже повністю повторює один із відтинків давнього торгового шляху — Краківську дорогу.

## Маршрут
Автошлях проходить через такі міста:
| Автошлях М 11     |                                  |
| Львівська область |                                  |
| Львів             | E40E372E471М06М09М10Н09Н13Т 1416 |
| Львівський район  |                                  |
| Конопниця         |                                  |
| Бартатів          |                                  |
| Городок           | Р84                              |
| Яворівський район |                                  |
| Княжий Міст       |                                  |
| Новосільці        |                                  |
| Судова Вишня      | Р40                              |
| Берегове          |                                  |
| Твіржа            |                                  |
| Гостинцеве        |                                  |
| Мостиська         | Т 1415                           |
| Волиця            |                                  |
| Шегині            |                                  |
| КПП «Шегині»      | 28                               |